# Phil Edwards (atleta)
Philip Edwards, conegut com a Phil Edwards, (Georgetown, Guyana 1907 - Mont-real, Canadà 1971) fou un atleta canadenc, especialista en curses de mig fons i guanyador de cinc medalles olímpiques.

## Biografia
Va néixer el 13 de setembre de 1907 a la ciutat de Georgetown, població que en aquells moments formava part de la Guyana Britànica (Imperi Britànic) i que avui dia és la capital de la Guyana. L'any 1926 s'establí a Nova York (Estats Units), on estudià a la Universitat de Nova York. Morí el 5 de setembre de 1971 a la seva residència de Mont-real, població situada a la regió del Quebec.

## Carrera esportiva
El 1927 inicià la competició activa gràcies a Melville Marks Robinson, fundador dels Jocs de l'Imperi Britànic (actuals Jocs de la Commonwealth) i el 1928 participà, en nom del Canadà, en els Jocs Olímpics d'Estiu de 1928 realitzats a Amsterdam (Països Baixos), on va aconseguir guanyar la medalla de bronze en la prova dels relleus 4x400 metres. En aquesta mateixos Jocs participà en els 400 metres llisos, on fou eliminat a semifinals, i en els 800 metres, on finalitzà en quarta posició.
En els Jocs Olímpics d'Estiu de 1932 realitzats a Los Angeles (Estats Units) aconseguí novament una medalla de bronze en la prova dels relleus 4x400 metres, així com en la prova dels 800 m. i 1.500 metres.
El 1934 participà en els Jocs de l'Imperi Britànic celebrats a Londres (Regne Unit), on va aconseguir guanyar la medalla d'or en la prova de 880 iardes (800 metres).
En els Jocs Olímpics d'Estiu de 1936 realitzats a Berlín (Alemanya nazi), els seus tercer Jocs, aconseguí una nova medalla de bronze en els 800 metres, i finalitzà quart en els relleus 4x400 m. i cinquè en els 1.500 metres.
Va ser inclòs al Panteó dels Esports Canadencs.